# Tanjung Karet
Tanjung Karet is een bestuurslaag in het regentschap Bengkulu Utara van de provincie Bengkulu, Indonesië. Tanjung Karet telt 497 inwoners (volkstelling 2010).